# Ovalia
Ovalia is een geslacht van hooiwagens uit de familie Zalmoxioidae.
De wetenschappelijke naam Ovalia is voor het eerst geldig gepubliceerd door González-Sponga in 1999. 

## Soorten
Ovalia is monotypisch en omvat slechts de volgende soort:
- Ovalia spinosa